# رآکتور گرافیت ایکس-۱۰
رآکتور گرافیت ایکس-۱۰ (انگلیسی: X-10 Graphite Reactor) رآکتور هسته‌ای واقع در آزمایشگاه ملی اوک ریج در اوک ریج، تنسی است. این رآکتور پس از شیکاگو پیل-1 که توسط انریکو فرمی ساخته شد، دومین رآکتور هسته‌ای مصنوعی است که برای فرایند پیوسته ساخته شد. این رآکتور که نام‌های کلینتون پیل و پیل ایکس-10 نیز شناخته می‌شد، بخشی از پروژه منهتن در طول جنگ جهانی دوم توسط آمریکا بود.